# Porta Maior
Porta Maior (em italiano:  Porta Maggiore), conhecida também como Porta Prenestina (em latim: Porta Praenestina), é um dos portões da antiga Muralha Aureliana mais bem preservados de Roma, Itália. Através dele seguiam duas antigas estradas romanas, a Via Prenestina e a Via Labicana. A primeira era a estrada romana para o oriente, em direção a Preneste (moderna Palestrina), e a segunda, atualmente conhecida como Via Casilina, segue para o sudeste da cidade.

## O portão
A Porta Maior é um dos melhores lugares em Roma para se compreender e ver antigos aquedutos romanos. Trata-se de um monumento com arco duplo construído com travertino branco conhecido antigamente como Porta Prenestina, construído em 52 d.C. pelo imperador romano Cláudio para servir como seção decorativa de suporte para dois aquedutos, a Água Cláudia e o Ânio Novo. Na época, estes dois aquedutos, um sobre o outro, podiam ser vistos no topo do portão.
O arco foi incorporado pela Muralha Aureliana em 271 pelo imperador Aureliano, tornando-se então um verdadeiro portão para a cidade. Especialistas se referem a ele como um exemplar primitivo de "reciclagem arquitetural", essencialmente adaptando uma estrutura preexistente para um uso posterior. Neste caso, utilizando um arco de aqueduto como muro.
Ele foi novamente modificado quando o imperador Honório ampliou a muralha em 405. As fundações de uma casa da guarda acrescentada por Honório ainda estão visíveis, enquanto a parte superior do portão, da época de Honório, foram movidas para o lado esquerdo do portão.

### Inscrições
O portão é atualmente conhecido como Porta Maggiore, possivelmente uma referência à basílica Santa Maria Maggiore, um dos principais destinos de peregrinação em Roma.
A seguinte inscrição, elogiando os imperadores Cláudio, Vespasiano e Tito por suas obras no aqueduto estão visíveis de forma proeminente na seção superior da Porta Maior:
| Latim: TI. CLAUDIUS DRUSI F. CAISAR AUGUSTUS GERMANICUS PONTIF. MAXIM., TRIBUNICIA POTESTATE XII, COS. V, IMPERATOR XXVII, PATER PATRIAE, AQUAS CLAUDIAM EX FONTIBUS, QUI VOCABANTUR CAERULEUS ET CURTIUS A MILLIARIO XXXXV, ITEM ANIENEM NOVAM A MILLIARIO LXII SUA IMPENSA IN URBEM PERDUCENDAS CURAVIT | Português: "[Em 52], o imperador Cláudio [títulos] [títulos] trouxe as águas da Cláudia a Roma a partir das fontes Ceruleu e Cúrcio no 45º miliário e também do Ânio Novo, no 62º miliário, ambos por sua conta e ordem. |

| Latim: IMP. CAESAR VESPASIANUS AUGUST. PONTIF. MAX. TRIB. POT. II IMP. VI COS. III DESIG. IIII P. P. AQUAS CURTIAM ET CAERULEAM PERDUCTAS A DIVO CLAUDIO ET POSTEA INTERMISSAS DILAPSASQUE PER ANNOS NOVEM SUA IMPENSA URBI RESTITUIT. | Português: [Em 71] o imperador Vespasiano [títulos] as fontes Ceruleu e Cúrcio, que foram trazidas à cidade pelo deificado Cláudio, mas que caíram em uso intermitente e ruína por nove anos retornaram à cidade às suas custas |

| Latim: IMP. T. CAESAR DIVI F. VESPASIANUS AUGUSTUS PONTIFEX MAXIMUS TRIBUNIC. POTESTATE X IMPERATOR XVII PATER PATRIAE CENSOR COS. VIII AQUAS CURTIAM ET CAERULEAM PERDUCTAS A DIVO CLAUDIO ET POSTEA A DIVO VESPASIANO PATRE SUO URBI RESTITUTAS CUM A CAPITE AQUARUM A SOLO VETUSTATE DILAPSAE ESSENT NOVA FORMA REDUCENDAS SUA IMPENSA CURAVIT. | Português: [Em 81] o imperador Tito [títulos] [títulos] fez as fontes Ceruleu e Cúrcio, criadas pelo deificado Cláudio e depois restaurou, às suas custas, para cidade em nome de seu deificado pai [Vespasiano] as novas estruturas, começando na fonte, depois que o aqueduto se arruinou por causa da idade. |

## Restos arqueológicos nas imediações
Perto do portão, do lado de fora da muralha, está o pouco usual Túmulo do Padeiro, construído por Marco Vigílio Eurísaces.
Em 1915, uma basílica subterrânea neopitagórica foi descoberta perto da Via Prenestina, do século I. A planta mostra três nave e uma abside, um projeto similar ao que passou a ser adaptado nas basílicas cristãs durante o século IV. As abóbadas são decoradas com estuques brancos simbolizando as crenças neopitagóricas, embora o significado preciso dos elementos decorativos ainda seja objeto de debate.